# Roquelaure-Saint-Aubin
Roquelaure-Saint-Aubin é uma comuna francesa na região administrativa da Occitânia, no departamento de Gers. Estende-se por uma área de 4.21 km², e possui 111 habitantes, segundo o censo de 2018, com uma densidade de 26 hab/km².